# コンセール・マロニエ21
コンセール・マロニエ21は、日本の演奏家のための音楽コンクール。

## 概要
1996年から21世紀に飛翔するクラシック音楽会の有望な新進音楽家に発表の機会を提供し、今後の活躍を奨励するとともに音楽文化の振興、発展を願って公益財団法人とちぎ未来づくり財団が開催するコンクールである。栃木県、県教育委員会及び各新聞社や放送局が後援している。
審査部門は、ピアノ部門、木管楽器部門（フルート、オーボエ、クラリネット、ファゴット）、金管楽器部門（ホルン、トランペット、トロンボーン、チューバ）、弦楽器部門（ヴァイオリン、ヴィオラ、チェロ、コントラバス）、声楽部門である。録音審査（第1次）、オーディション（第2次）、本選（演奏会形式）を経て、優れた演奏者を表彰する。
『コンセール・マロニエ21』は、新緑のマロニエ（栃木県の県木）「とちの木」の葉の下での演奏会をイメージしている。

## 過去の入賞者
第1回
- 弦楽器部門
  - 最優秀賞：金子鈴太郎（Vc）
  - 優秀賞：齋藤咲恵（Vn）
  - 入選：森琢也（Vn）、清水友紀（Vn）、有働比呂未（Va）、宮地晴彦（Vc）
- 声楽部門
  - 優秀賞：大貫裕子（S）
  - 入選：宮下千佐子（S）、笠原朋子をMs）、城守　香（Ms）、長慶太（B）

第2回
- ピアノ部門
  - 最優秀賞：鈴木晶子
  - 優秀賞：武井美樹
  - 入選：来海友美、旭爪裕美子、玉野井美都子、羽石道代
- 木管部門
  - 最優秀賞：東田夏織（Fl）
  - 優秀賞：堅物理嘉（Fl）
  - 入選：高木尚子（Fl）、大友幸太郎（Cl）、丹羽綾子（Cl）、仲原綾子（Fg）

第3回
- 弦楽器部門
  - 最優秀賞：矢野玲子（Vn）
  - 優秀賞：松山冴花（Vn）
  - 審査員賞：山本彩子
  - 入選：廣瀬麻名（Vn）、長坂香里（Va）、小糸恭子（Vc）、関根優子（Vc）
- 声楽部門
  - 最優秀賞：尾崎比佐子（S）
  - 優秀賞：津山恵（S）
  - 審査員賞：萩原潤（B）
  - 入選：菊地美奈（S）、峯島望美（S）、吉田美保（S）、城守香（Ms）、ボルコフ（B）

第4回
- ピアノ部門
  - 最優秀賞：大崎結真
  - 優秀賞：檜山香織
  - 審査員賞：沢田智子、藤本美玲
  - 入選：大谷綾香、西本優希
- 金管部門
  - 最優秀賞：牛腸和彦（Tp）
  - 優秀賞：池田幸広（Tub）
  - 審査員賞：猪俣和也（Hrn）、平木　仁（Tp）
  - 入選：山本雅克（Tp）、本田薫平（Tp）、北野里美（Trb）

第5回
- 弦楽器部門
  - 最優秀賞：田口美里（Vn）
  - 優秀賞：眞家利恵（Va）
  - 審査員賞：遠藤真理（Vc）
  - 入選：荒木江里佳（Vn）、本田祥子（Vn）、佐原敦子（Vn）、三木晶子（Vn）、吉岡麻貴子（Vn）
- 声楽部門
  - 最優秀賞：小貫岩夫（T）
  - 優秀賞：許昌（T）
  - 審査員賞：安永紀子（Ms）
  - 入選：漆原恵美子（S）、佐伯葉子（S）、田島茂代（S）

第6回
- ピアノ部門
  - 最優秀賞：渚智佳
  - 優秀賞：鈴木弘尚
  - 審査員賞：舌沙織里
  - 入選：田中慈子、鳥羽瀬宗一郎
- 木管部門
  - 最優秀賞：近藤千花子（Cl）
  - 優秀賞：磨見沙織（Fl）
  - 入選：斉藤真由美（Fl）、須田聡子（Ob）、坂田在世（Fg）、田中里絵（Fg）、加藤秀一（Fg）

第7回
- 弦楽器部門
  - 最優秀賞：宮田大（Vc）
  - 優秀賞：飯村真理（Vn）
  - 審査員賞：鈴木波津美（Cb）、三木晶子（Vn）、大岡仁（Vn）
  - 入選：向山敦子（Vn）、橋本抄和（Vn）、小林雅英（Va）
- 声楽部門
  - 最優秀賞：小野和歌子（Ms）
  - 優秀賞：川田知洋（B）
  - 審査員賞：上江隼人（Br）
  - 入選：李恩恵（S）、上田悦子（S）、平川千志保（S）、駒井ゆり子（S）

第8回
- ピアノ部門
  - 最優秀賞：小嶋千尋
  - 優秀賞：川村文雄
  - 奨励賞：中司麻希子、竹中千絵
  - 入選：鈴木絵梨、金井杏奈、大岡律子
- 金管部門
  - 最優秀賞：井上康一（Trb）
  - 優秀賞：鳥塚心輔（Trb）
  - 奨励賞：佐藤和彦（Tub）、渡邉洋司（Tp）、清水真弓（Trb）
  - 入選：新井達也（Trb）、上田貴子（Hrn）

第9回
- 弦楽器部門
  - 第1位：朝吹園子（Va）
  - 第2位：大槻健太郎（Cb）
  - 第3位：岡部亜希子（Vn）
  - 入選：永井雅美（Cb）、正戸里佳（Vn）、白尾佳奈（Vc）、高橋真実（Vn）

声楽部門
- - 第1位：松岡万希（S）
  - 第2位：村越大春（T）
  - 第3位：加藤忠幸（Br）
  - 入選：渡辺敦子（Ms）、寺田功治（Br）、安田麻佑子（S）

第10回
- ピアノ部門
  - 第1位：高橋礼恵
  - 第2位：小口真奈
  - 第3位：近藤由貴
  - 入選：竹中千絵、泉ゆりの、市川雅己、平山麻美
- 木管部門
  - 第1位：常松真子（Fg）
  - 第2位：梶川真歩（Fl）
  - 第3位：齋藤郁穂（Cl）、上野博昭（Fl）
  - 入選：大竹由夏（Fl）、田作幸介（Fg）

第11回
- 弦楽器部門
  - 第1位：大島亮（Va）
  - 第2位：依田真宣（Vn）
  - 第3位：荒井章乃（Vn）
  - 入選／立上舞（Vn）、森山涼介（Vc）、吉田聖也（Cb）、寺下真理子（Vn）
- 声楽部門
  - 第1位：寺田功治（Br）
  - 第2位：桝　貴志（Br）
  - 第3位：小野美咲（Ms）、竹之内淳子（Ms）
  - 入選：西岡慎介（T）、江口順子（S）、中野亮子（S）、寺内智子（S）

第12回
- ピアノ部門
  - 第1位：平松悠歩
  - 第2位：松本伸章
  - 第3位：沼澤淑音
  - 入選：三又瑛子、渡辺愛、後藤友香里
- 金管部門
  - 第1位：近藤陽一（Tub）
  - 第2位：新井達也（Trb）
  - 第3位：喜名雅（Tub）
  - 入選：轟木敦（Trb）、望月裕子（Tp）、辻田雅史（Trb）

第13回
- 弦楽器部門
  - 第1位：金孝珍（Va）
  - 第2位：横田誠治（Vc）
  - 第3位：鈴木慶子（Vc）
  - 入選：伊藤珠里（Cb）、渡辺弘子（Vn）、佐藤優芽（Vn）
- 声楽部門
  - 第1位：小林大祐（Br）
  - 第2位：岸七美子（S）
  - 第3位：宮澤尚子（S）
  - 入選：本松三和（S）、前川依子（S）、宮内朋子（Ms）

第14回
- ピアノ部門
  - 第1位：小瀧俊治
  - 第2位：該当者なし
  - 第3位：榊原涼子、片野和紀、見崎清水
  - 入選：石井絵里奈、棟方真央
- 木管部門
  - 第1位：濱﨑麻里子（Fl）
  - 第2位：井坂実樹（Fl）
  - 第3位：极木亜裕美（Cl）
  - 入選：堀菜々子（Cl）、寺本純子（Fl）、蛯澤亮（Fg）

第15回
- 弦楽器部門
  - 第1位：中村翔太郎（Va）、岡本潤（Cb）
  - 第2位：該当者なし
  - 第3位：加藤文枝（Vc）
  - 入選：片岡夢児（Cb）、和久井映見（Vn）、山田那央（Va）
- 声楽部門
  - 第1位：石原妙子（S）
  - 第2位：谷原めぐみ（S）
  - 第3位：菅原公博（B）
  - 入選：清水麻衣（S）、市川浩平（T）、鈴木麻里子（S）

第16回
- ピアノ部門
  - 第1位：佐野良太
  - 第2位：脇絢乃
  - 第3位：日高志野、秋田街子
  - 入選：若松寛子、稲村洋之
- 金管部門
  - 第1位：麻生雄基（Tub）
  - 第2位：所村英李（Hrn）
  - 第3位：松原真太郎（Tp）
  - 入選：林裕人（Tub）、吉濱拓志（Tub）、石丸菜菜（Tub）

第17回
- 弦楽器部門
  - 第1位：戸原直（Vn）
  - 第2位：山澤慧（Vc）
  - 第3位：藤原秀章（Vc）、山本直輝（Vc）
  - 入選：松井直之（Vc）、七澤達哉（Va）、廣永瞬（Cb）
- 声楽部門
  - 第1位：秋本結希（Ms）
  - 第2位：谷垣千沙（S）
  - 第3位：飯塚茉莉子（S）
  - 入選：前川依子（S）、谷原めぐみ（S）、茂木美樹（S）

第18回
- ピアノ部門
  - 第1位：青木ゆり
  - 第2位：菊地公輔
  - 第3位：見崎清水
  - 入選：高橋ドレミ、和田萌子、田中香織、松岡優明
- 木管部門
  - 第1位：浅田結希（Fl）
  - 第2位：山本楓（Ob）
  - 第3位：古山真理江（Ob）
  - 入選：満丸彬人（Fl）、川口晃（Fl）、岡本裕子（Fl）

第19回
- 弦楽器部門
  - 第1位：白井菜々子（Cb）
  - 第2位：片岡夢児（Cb）
  - 第3位：大川瑳武（Cb）、佐山裕樹（Vc）
  - 入選：飯野和英（Va）、金子さくら（Cb）、篠崎和紀（Cb）、中村里奈（Va）
- 声楽部門
  - 第1位：高橋洋介（B）
  - 第2位：該当者なし
  - 第3位：藤谷佳奈枝（S）
  - 入選：杉原藍（S）、高畠伸吾（T）、藤田慎菜（A）、和田しほり（S）